# Странный отпуск
«Стра́нный о́тпуск» — советский трёхсерийный телефильм 1980 года режиссёров Николая Засеева-Руденко и Игоря Ветрова, снятый на киностудии им. А. Довженко по заказу Гостелерадио СССР. Экранизация одноимённой повести Льва Лондона.
Премьера телесериала состоялась 25 августа 1981 года по Четвёртой программе ЦТ СССР.

## Сюжет
Фильм рассказывает о проблемах, с которыми сталкиваются владельцы новых квартир. Входя в квартиры, они начинают ремонтировать всё, до чего не дошли руки строителей. В одном из таких домов по собственному желанию проведёт свой странный отпуск прораб Павел Иванович Алексеев, устраняя строительный брак.

## Роли исполняют
- Николай Олялин — Павел Иванович Алексеев, прораб
- Наталья Сумская — Нина Кругликова
- Иван Гаврилюк — Игорь Николаевич
- Юрий Саранцев — Степан Денисович
- Фёдор Шмаков — Фёдор Иванович, парторг
- Владимир Кузнецов — Алексей Куликов, звеньевой
- Ирина Калиновская — Инга
- Юрий Белов — Юрий Сергеевич Егоркин
- Юрий Критенко — Евгений Анатольевич
- Ирина Бунина — ревизор
- Владимир Трошин — Уралов, дирижёр
- Георгий Епифанцев — Борис Михайлович, первый секретарь горкома партии
- Татьяна Кречетова — Маша
- Виктор Байков — юрист, жилец нового дома
- Юрий Богатырёв — лейтенант Ефремов
- Юрий Пузырёв — снабженец
- Евгения Ханаева — Анна Спиридонова
- Пётр Чернов — начальник ЖЭКа
- Александр Михайлов — Александр Павлович
- Александр Милютин — водитель
- Ольга Красикова — молодой специалист
- Николай Малашенко — Юрий
- Сергей Пономаренко — строитель
- Татьяна Антонова — строитель
- Юрий Рудченко — Сурмич
- Василий Фущич — Василий Васильевич
- Николай Гудзь — снабженец
- Михаил Игнатов — водитель
- Валентин Кобас — водитель
- Александр Мишин — строитель
- Александр Пархоменко — водитель
- Леонид Марченко — участник совещания
- Валерий Пушкарёв — активист
- Нелли Пшённая — секретарь
- Василий Хорошко — участник совещания

## Съёмочная группа
- Авторы сценария: Лев Лондон, Борис Борисов
- Режиссёры: Николай Засеев-Руденко, Игорь Ветров
- Оператор: Александр Пищиков
- Художник-постановщик: Виктор Мигулько
- Композитор: Владимир Быстряков
- Текст песен: Александр Вратарёв, Андрей Дмитрук
- Государственный эстрадно-симфонический оркестр УССР, дирижёр Анатолий Ануфриенко
- Редактор: Александр Кучерявый
- Директор картины: Пётр Тарасов

## Съёмки
Съёмки фильма проходили в Днепропетровске (жилой массив Тополь).